# Jevfimij Putjatin

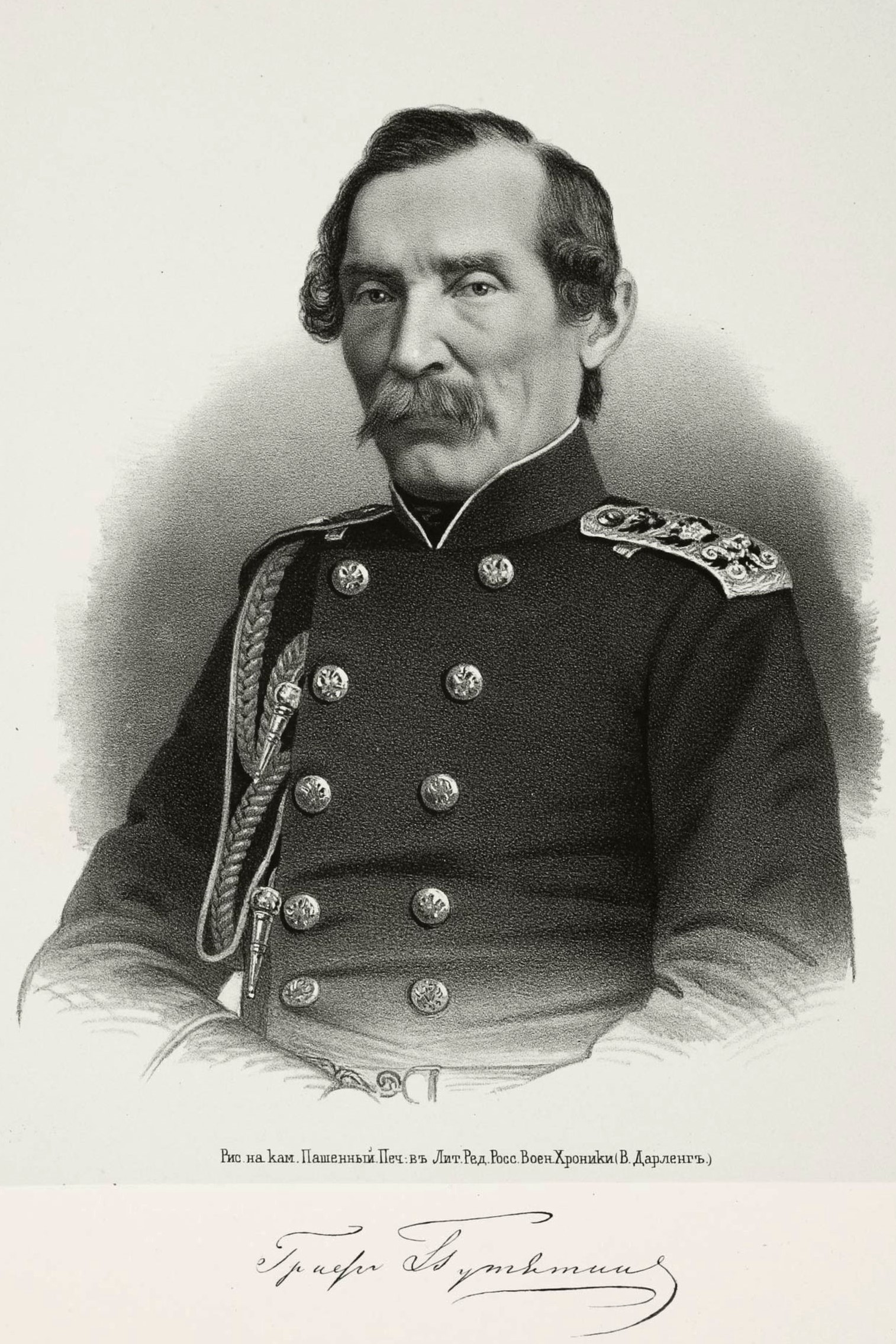
Jevfimij Putjatin.

Jevfimij Vasiljevitj Putjatin (ryska Евфимий Васильевич Путятин), född den 8 november 1803 i Sankt Petersburg, död den 16 oktober 1883 i Paris, var en rysk greve och amiral.
Putjatin användes 1842 på en diplomatisk mission till Persien, ankom 1853 med en rysk eskader till Nagasaki i Japan för att genomdriva avslutandet av en handelstraktat, vilket också i februari 1855 lyckades honom i Shimoda. Putjatin avslöt 1858 en traktat jämväl med Kina. Han var sedermera marinattaché i London (1858–1861) och inkallades 1861 i riksrådet.